# ベンジャミン・ブリテン
ブリテン男爵エドワード・ベンジャミン・ブリテン（Edward Benjamin Britten, Baron Britten OM CH, 1913年11月22日 - 1976年12月4日 ）は、イギリスの作曲家・指揮者・ピアニスト。
日本語での姓はブリトン、ブリトゥンと表記されることがあるが、実際の発音はブリトゥンの表記が原音に一番近い。
代表作としては オペラ『ピーター・グライムズ』や『シンプル・シンフォニー』、『戦争レクイエム』、バロック期の作曲家ヘンリー・パーセルの劇音楽『アブデラザール』(Abdelazar) からの主題を引用した 『青少年のための管弦楽入門』 が知られている。

## 生涯

### 出生と幼少期

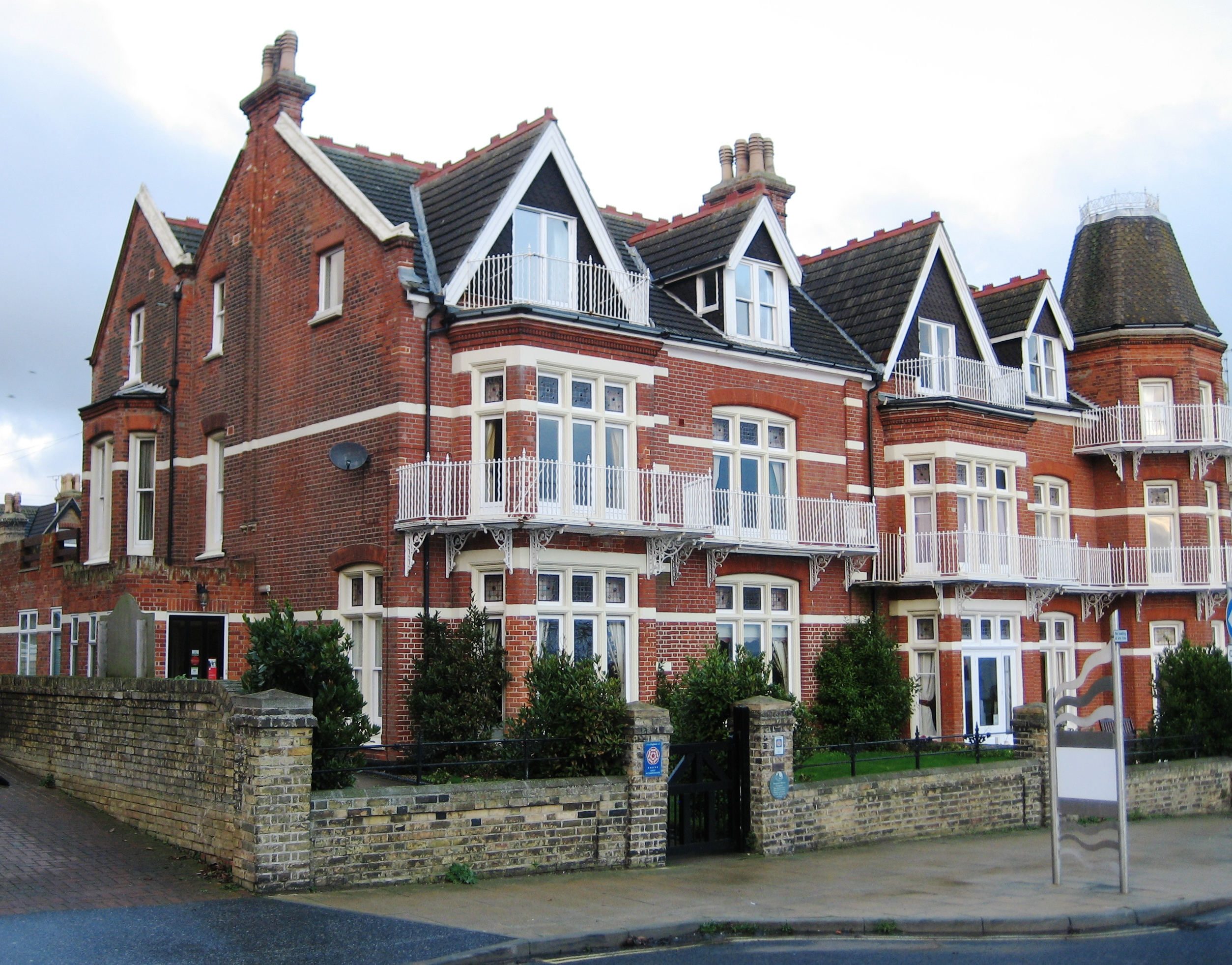
ブリテンの生家

1913年11月22日、イングランドのサフォーク州にある海港ローストフトにて、歯科医の父ロバート・ビクター・ブリテン（Robert Victor Britten, 1878年 - 1934年）とアマチュアのソプラノ歌手の母イーディス・ローダ（Edith Rhoda, 1874年 - 1937年）との間に生まれる。
幼少期のブリテンは、2歳になる頃にピアノに対して興味を抱き、ピアノを7歳から習い始めている。また母の勧めでヴィオラも習っている。わずか5歳で歌曲、7歳でピアノ曲を作曲、そして9歳の時には最初の弦楽四重奏曲を完成させるなど、この時期から音楽の才能を示していた。彼が持っていた音楽的素質は母方から受け継いだものと言えるが、母は地元の合唱団の幹事も務めていたほどの音楽好きであったという。
1924年10月、ノーフォークとノリッジで開催されていた音楽祭において、当時10歳のブリテンはこの音楽祭で演奏されていたフランク・ブリッジの交響組曲『海』（1911年作）を聴いて感銘を受け、演奏後にブリッジ本人と初めて対面した。ブリッジは少年ブリテンの音楽的才能を認め、自ら本格的な指導を買って出たという。指導は数年後の1928年にロンドンにあるブリッジの自宅まで、時には休暇を利用しながら通い、彼の許で音楽の基礎となる理論や和声法・対位法を厳しく学んだ。この厳格な個人指導は本人にとって大きな影響を与えたといわれる。
後に1937年に作曲され、出世作となった『フランク・ブリッジの主題による変奏曲』で師に対する感謝の念を表している。

### 青年期と作曲家としての活動
1930年、奨学金を得てロンドンの王立音楽大学（RCM）に入学し、大学ではジョン・アイアランド（作曲法）とアーサー・ベンジャミン（ピアノ）にそれぞれ師事した。なおブリテンはアイアランドに対してほとんど顧みなかったという。在学中は数多くの習作を書いていたが、『シンフォニエッタ』（作品1、1932年）、『幻想四重奏曲』（作品2、1932年）、『シンプル・シンフォニー』（作品4、1933年-1934年）などを生み出している。この『シンプル・シンフォニー』は以前の習作を素材に改作した作品である。またモーツァルトやシューベルトとともにマーラーやシェーンベルク、ベルク、ストラヴィンスキー、ショスタコーヴィチらの作曲家に興味を示し、同時に影響を受けている。とくに後者のベルクに関しては、当時台頭しつつあった前衛的な作風にその志向を持ち、彼に師事することを考え、弟子入りを志願していたという。しかし師のブリッジや両親らに反対され、その上1935年にベルクの急死もあって結果的に実現はしなかった（自身でも「私はアルバン・ベルクに弟子入りしたいと願っていた。でもベルクの急死で果たせなかった」とコメントを残している）。
1934年に音楽大学を卒業すると、前年（1933年）に父ロバートが没したこともあり自活のため1935年にGPOフィルム・ユニット社（イギリス郵政局映画部）に入社し、翌1936年まで勤務した。ここでは主にドキュメンタリー映画や記録映画のための伴奏音楽を作曲する仕事が主であった（1935年の1年間に担当した映画音楽は13作で、36年は8作という多さで、好評を博した作品もある）。スタジオでは多くの友人と親交したが、その中の一人に台本を担当していた詩人のウィスタン・ヒュー・オーデンと知り合っている。オーデンとは映画『石炭の表情』と『夜の郵便』を共同で取り組んだり、『私たちの狩りをする先祖たち』（作品8、1936年）や『英雄のバラード』（作品14、1939年）など彼の詩による作品を作曲している。
1937年に『フランク・ブリッジの主題による変奏曲』を作曲し、同年の8月25日にザルツブルク音楽祭でボイド・ニール合奏団によって初演され、国際的な名声を得るとともに出世作となった。同年にテノール歌手ピーター・ピアーズと知り合い、ピアーズとは生涯にわたり盟友として関係を築く。また母イーディスが死去。
この時期の作品には『ピアノ協奏曲』（作品13、1938年）などが挙げられる。

### 中期の活動と戦後
1939年、4月のドイツのポーランド不可侵条約の破棄や第二次世界大戦の勃発に伴うイギリスの参戦など当時の世界情勢に危機感を抱いたブリテンは、これを避けるため（兵役拒否の意味合いとして）6月にピアーズと共にアメリカへ向かった（オーデンは彼より先にアメリカへ行って移住している）。アメリカでは1942年3月まで2年半にわたって滞在し、主にニューヨークに住みながら創作活動を継続した。この1939年の有名な作品として、『ヴァイオリン協奏曲』（作品15、1950年改訂）やアルチュール・ランボーの詩による歌曲『イリュミナシオン』（作品18）などが挙げられる。
1940年に日本政府の企画する皇紀2600年奉祝曲としてイギリス文化振興会から作品委嘱を受け、『シンフォニア・ダ・レクイエム』（作品20）を作曲する。しかし曲の内容が祝典に相応しくないとして政府側が拒否し、演奏されることはなかった。作品は翌1941年の3月29日にニューヨーク・フィルハーモニックの定期演奏会でジョン・バルビローリの指揮によって行われている。
イギリスに帰国した1942年の春、ブリテンは良心的な理由から兵役を拒否することを公的に認められ、サフォーク州のオールドバラに住んで、創作に専念する。この専念していた頃にテノール、ホルンと弦楽のための『セレナード』（作品31、1943年）やオペラ『ピーター・グライムズ』（作品33、1944年-1945年）などが作曲され、後者の『ピーター・グライムズ』はセルゲイ・クーセヴィツキーの勧めで着手され、1945年の初演では大きな反響を呼び、パーセル以来の本格的なイギリス・オペラの再興とまで謳われた。
1945年の『ピーター・グライムズ』の成功により、戦後のブリテンは創作力に恵まれ、かつ最も充実した時期でもあった。ヘンリー・パーセルの『アブデラザール』の音楽を主題に用いた『青少年のための管弦楽入門』（作品34、1946年）やオペラ『アルバート・ヘリング』（作品39、1946年-1947年）、『春の交響曲』（作品44、1949年）など一連の作品が作曲されたのもこの時期にあたる。
3作目のオペラとなる『ルクレティアの凌辱』（作品37、1945年-1946年）は前作とは異なった小編成の室内オペラで、1946年にグラインドボーン音楽祭で初演されたが、この経験に基づいて彼は室内オペラのジャンルに志向し、後の1947年に「イギリス・オペラ・グループ」の結成へと繋がった。1948年にはオールドバラ音楽祭を創設。音楽祭では自作の初演のみならず歌曲のリサイタルも行い、演奏活動に力を注いだ。
1956年2月、日本を訪れ、NHK交響楽団を指揮して自作を演奏した。また2週間滞在中に伝統芸能の能楽「隅田川」を鑑賞、深い感銘を受けて教会上演用の寓話『カーリュー・リヴァー』を生み出すことになる。
1960年から1961年にかけて作曲された『戦争レクイエム』（作品66）は、空襲で破壊されたコヴェントリー大聖堂の再建の献堂式のために書かれたもので、1962年に初演された。
1960年9月、チェリストのムスティスラフ・ロストロポーヴィチと初めて出会う。親交を結び、彼のために『チェロソナタ』（作品65、1961年）と『チェロ交響曲』（作品68、1963年）を作曲する。この2作はいずれもロストロポーヴィチが初演時にチェロを担当した。

### 晩年

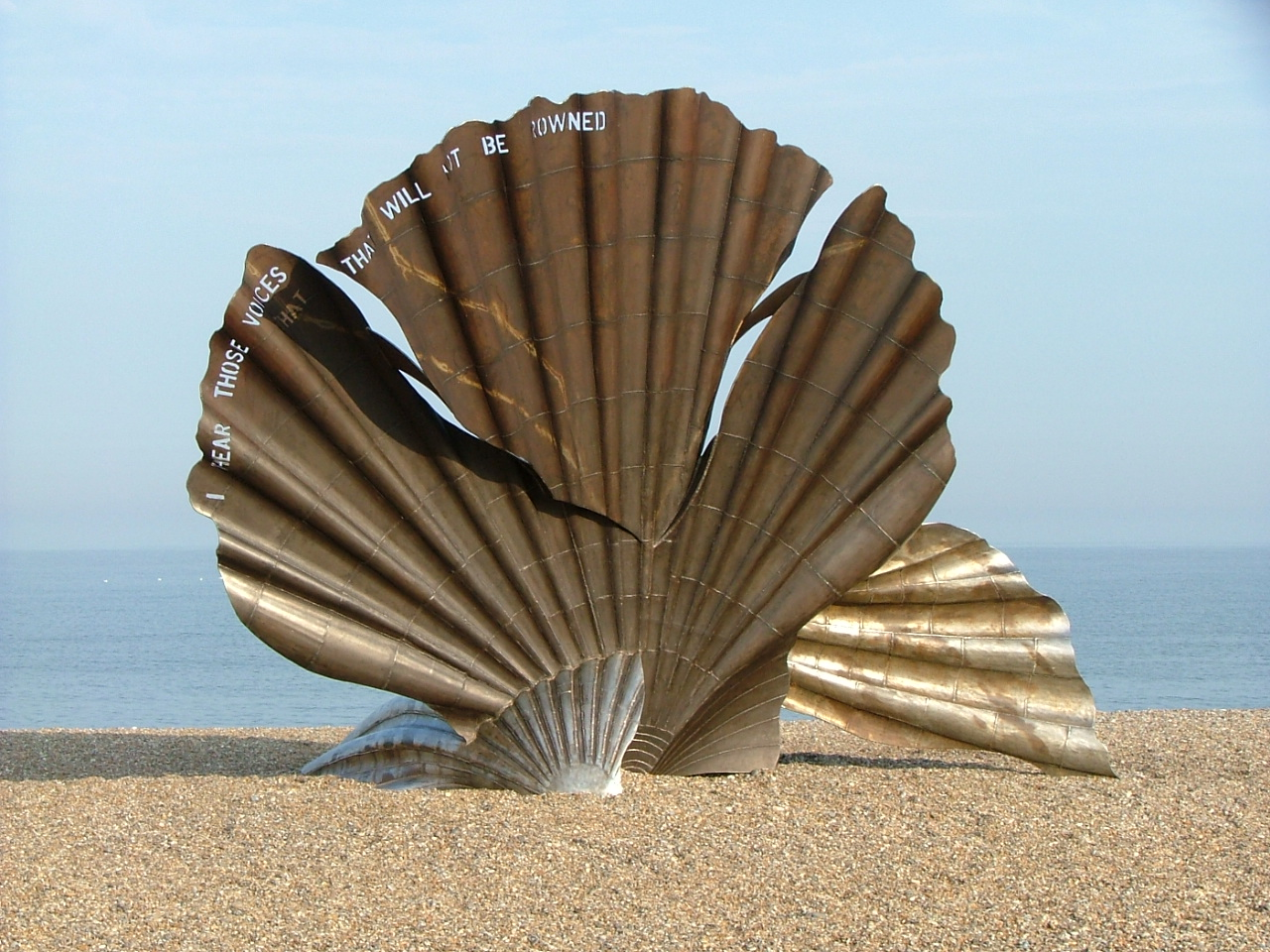
The Scallop

晩年の1970年代には、創作の筆を落とすことなく最後のオペラ『ヴェニスに死す』（作品88、1973年）や弦楽四重奏曲第3番（作品94、1975年）などこの時期を代表する作品を生み出す一方で、健康の悪化にも悩まされていた。心臓を悪くしていた彼は1973年に手術をしており、以降は車椅子を使いながら生活を送るようになる。
1976年には終身上院議員（一代貴族）に叙せられ、「ロード」の称号を授与された。音楽家としてこの栄誉を受けたのはブリテンが初である。
1974年に第1回エルンスト・フォン・ジーメンス音楽賞を受賞。1976年12月4日、オールドバラにある棲家レッド・ハウスにてうっ血性心不全のため死去。63歳没。3日後の12月7日に葬儀が行われ、オールドバラの聖ペテロ聖パウロ教会の墓地に埋葬された。後にブリテンの墓の隣には公私のパートナーであったピーター・ピアーズ、後ろにはグスターヴ・ホルストの娘であるイモージェン・ホルストの墓も建てられている。
2003年に、彫刻家マギ・ハンブリングによってオールドバラの海岸にブリテンを記念した彫刻"The Scallop"が作られた。女王エリザベス2世によって叙爵された時の称号も、この地に因んで Lord (Baron) Britten of Auldeburgh となっている。

## 人物
テノール歌手のピーター・ピアーズは盟友として知られ、『ピーター・グライムズ』や『戦争レクイエム』等ほとんどの歌劇・声楽曲は彼の演奏を前提に書かれており、彼が初演を担当した。ブリテンはピアニストでもあり、ピアーズの歌曲演奏では伴奏を担当することが多かった。またピアーズは演奏のみならず、作曲の段階においても関わった。
しかし両者の死後、彼らが仕事の面のみならず私生活においても同性愛のパートナーであったことが公然と論じられるようになり、大きなスキャンダルとなったが、同世代の他の音楽家と比べて遅れて爵位を得た背景にはこのことも関係している、ともされる。

### 演奏家としてのブリテン
ブリテンは指揮者としても有能であった。
比較的早いときから指揮者活動をしており、のちにイギリス室内管弦楽団を手兵として指揮活動を続けた。レパートリーも自作自演（ほとんどの作品について良好な音質・オーケストラで自作自演の録音を残した点ではレナード・バーンスタインと双璧）のほかにはハイドンやモーツァルト、バッハ、そしてイギリス作品などを得意にしていた。
また、クリフォード・カーゾンやジュリアス・カッチェンといった名ピアニストとも共演を重ねている。若い頃のある時、ブリテンはエイドリアン・ボールトの指揮ぶりを軽い乗りで批判したことがあった。これにボールトは激怒し、以後ブリテンの作品を完全に無視した。
ピアニストとしても、ピアーズやロストロポーヴィチの伴奏やモーツァルトのピアノ協奏曲の指揮兼独奏などの録音がある。
2006年には日本で、デッカ（ユニバーサルミュージック）から没後30年を記念して、ブリテンの主要な録音がリリースされた。その中には、日本初お目見えのものも数点含まれていた。
2013年に生誕100年を迎えている。

### 日本との関係
1940年の皇紀2600年奉祝曲の企画に際してブリテンにも委嘱がなされ、『シンフォニア・ダ・レクイエム』を作曲したが、キリスト教的で「皇紀」に相応しくない、「レクイエム」は「奉祝」に相応しくない、などの議論がおき、結局演奏されなかった。その後1956年に2週間来日し、NHK交響楽団を指揮して同曲の日本初演を行っている。また、2月9日にピアーズとともにNHKホール（内幸町）で行った演奏は映像が残されている。また、1964年に発表された『カーリュー・リヴァー』は滞在時に鑑賞した隅田川（能楽）の印象を基にしている。
日本では、2006年11月22日に『日本ブリテン協会』が発足した。

## 主な作品

### 歌劇
- 「ポール・バニヤン」作品17 Paul Bunyan(1941)
- 「ピーター・グライムズ」作品33 Peter Grimes（1944～45）
- 「ルクレティアの凌辱（英語版）」作品37 The Rape of Lucretia（1945～46）
- 「アルバート・ヘリング（英語版）」作品39 Albert Herring（1947）
- 「乞食オペラ」作品43 The Beggar's Opera（1948）
- 「オペラを作ろう(小さな煙突掃除)」作品45 Let's Make an Opera(The Little Sweep)（1949）
- 「ビリー・バッド（英語版）」作品50 Billy Budd（1951/60）
- 「グロリアーナ」作品53 Gloriana(1953)
- 「ねじの回転（英語版）」作品54 The Turn of the Screw（1954）
- 「ノアの洪水」作品59 Noye's Fludde（1957）
- 「夏の夜の夢」作品64 A Midsummer Night's Dream（1960）
- 「カーリュー・リヴァー」作品71 Curlew River（1964）
- 「燃える炉」作品77 The Burning Fiery Furnace　神秘劇(1966)
- 「放蕩息子（英語版）」作品81 The Prodigal Son(1968)
- 「オーウェン・ウィングレイヴ（英語版）」作品85 Owen Wingrave（1970）
- 「ヴェニスに死す（英語版）」作品88 Death in Venice（1973）

### バレエ
- 「プリマスの町」 Plymouth town(1931)
- 「パゴダの王子」作品57 The Prince of the Pagodas(1956)

### 合唱曲
- みどり児はお生まれになった 作品3 A Boy Was Born（1932-33/55）
- 聖母讃歌 A Hymn to the Virgin（1930/34）
- 大いなる神の栄光に Ad majorem Dei gloriam（1939）
- キャロルの祭典 作品28 A Ceremony of Carols（1942）
- 小姓マスグレイヴとバーナード夫人のバラッド The Ballad of Little Musgrave and Lady Barnard（1943）
- 婚礼のアンセム A Wedding Anthem（1949）
- 春の交響曲 作品44 Spring Symphony（1949）
- 戦争レクイエム 作品66 War Requiem（1960～61）
- 聖コロンバ讃歌 A Hymn of St. Colomba（1962）
- ウィールデン・トリオ A Wealden Trio（1929/67）

### 管弦楽曲
- シンフォニエッタ 作品1（1932）
- シンプル・シンフォニー 作品4 Simple Symphony（1933～34）
- ソワレ・ミュージカル 作品9（1936）
- フランク・ブリッジの主題による変奏曲 作品10 Variations on a Theme by Frank Bridge（1937）
- マチネ・ミュージカル作品24 (1941)
- 前奏曲とフーガ（18声の弦楽オーケストラのための）作品29 Prelude and Fugue（1943）
- ピアノ協奏曲 作品13（1938/45）
- ヴァイオリン協奏曲 作品15（1939/58）
- シンフォニア・ダ・レクイエム 作品20 Sinfonia da requiem（1940、元々は皇紀2600年奉祝曲として、日本政府から委嘱を受けたものだが、内容がふさわしくないという理由で演奏されなかった）
- 左手のためのディヴァージョンズ（主題と変奏） 作品21 Diversions on a Theme for Piano (Left Hand) and Orchestra（1940/54）
- 4つの海の間奏曲 作品33a 4 Sea Interludes（「ピーター・グライムズ」より 1944）
- パッサカリア 作品33b Passacaglia（「ピーター・グライムズ」より 1944）
- 青少年のための管弦楽入門（パーセルの主題による変奏曲とフーガ）  作品34 The Young Person's Guide to the Orchestra - Variations and Fugue on a Theme of Henry Purcell（1946）
- チェロ交響曲 作品68 Symphony for Cello and Orchestra（1963）

### 室内楽曲
- 弦楽四重奏曲第1番ニ長調 作品25（1941年）
- 弦楽四重奏曲第2番ハ長調 作品36（1945年）
- 弦楽四重奏曲第3番 作品94（1976年）
- チェロソナタ ハ長調 作品65 （1960）

### 器楽曲
- 無伴奏チェロ組曲第1番 作品72（1964）
- 無伴奏チェロ組曲第2番 作品80（1967）
- 無伴奏チェロ組曲第3番 作品87（1972）

チェロ交響曲を含む一連のチェロ作品はチェロの名手ロストロポーヴィチとの出会いに触発されたものである。
- ラクリメ―ダウランドの歌曲の投影 作品48 Lachrymae - Reflections on a Song of John Dowland（1950）

ヴィオラとピアノのための作品で、作曲者自身による弦楽合奏伴奏の編曲が存在する。

### ピアノ曲
- 12の変奏曲（1931）
- 組曲「休日の日記」 作品5（1934）
- ソナティナ・ロマンティカ（1940）
- ノットゥルノ（1963）

### 歌曲
英語の詩による歌曲が中心だが、フランス語、ドイツ語、ロシア語などの歌曲も残している。
- この島国で 作品11 On This Island（1937）
- ソプラノまたはテナーと弦楽のための「イリュミナシオン」作品18 Les Illuminations(1939)
- ミケランジェロの7つのソネット 作品22 7 Sonnets of Michelangelo（1940）
- テノール、ホルンと弦楽のためのセレナード 作品31 Serenade（1943）
- テノール、ホルンとピアノのための「深紅の花弁は眠りにつき」 Now sleeps crimson petal (1943) テニスンの詩による。元々はセレナード作品31の中の1曲として作曲されたもので、1986年に発見された。

### 声楽曲
- カンティクル 第1番《愛する人は私のもの》作品40 Canticle I: My Beloved Is Mine（1947）
- カンティクル 第2番《アブラハムとイサク》作品51 Canticle II: Abraham and Isaac（1952）
- カンティクル 第3番《なおも雨は降る》作品55 Canticle III: Still Falls the Rain（1954）
- カンティクル 第4番《東方の博士の旅》作品86 Canticle IV: The Journey of the Magi（1971）
- カンティクル 第5番《聖ナルキッソスの死》作品89 Canticle V: The Death of St. Narcissus（1975）
- 他多数

### 劇付随音楽
- アテネのタイモン Timon of Athens
- 復活祭1916 Easter 1916
- アガメムノン Agamemnon
- F6登攀 The Ascent of F. 6
- 暗い谷 The Dark Valley
- 双頭の鷲 The Eagle Has Two Heads
- アーサー王 King Arthur
- 支配者 The Dynasts
- 任命 Appointment
- Out of the picture

### 映画音楽
- 王の切手 The King's Stamps（1935）
- 電報 Telegrams（1935）
- トッカー（1935）
- 正餐の時間 Dinner Hour

### 編曲
- 「鱒」（原曲：フランツ・シューベルト。管弦楽伴奏）

## 参考資料
- 『音楽大事典 第4巻』 平凡社,1982/92
- 『新訂 標準音楽辞典 下』 音楽之友社